# Launch and Landing Facility

i7
i11
i13
Die Launch and Landing Facility (LLF, vormals Shuttle Landing Facility, SLF, IATA-Code: TTS, ICAO-Code: KTTS) ist ein von Space Florida betriebener Flugplatz auf dem Kennedy Space Center. Der Platz war ursprünglich von der NASA für Landungen des Space Shuttle gebaut worden.
Die erste Landung einer US-Raumfähre auf der SLF fand am 11. Februar 1984 statt. Nach dem achttägigen Flug STS-41-B ging die Challenger auf der Piste nieder. Ab 2025 soll auf demselben Platz das ISS-Versorgungsraumschiff Dream Chaser landen.

## Bahn und Ausstattung

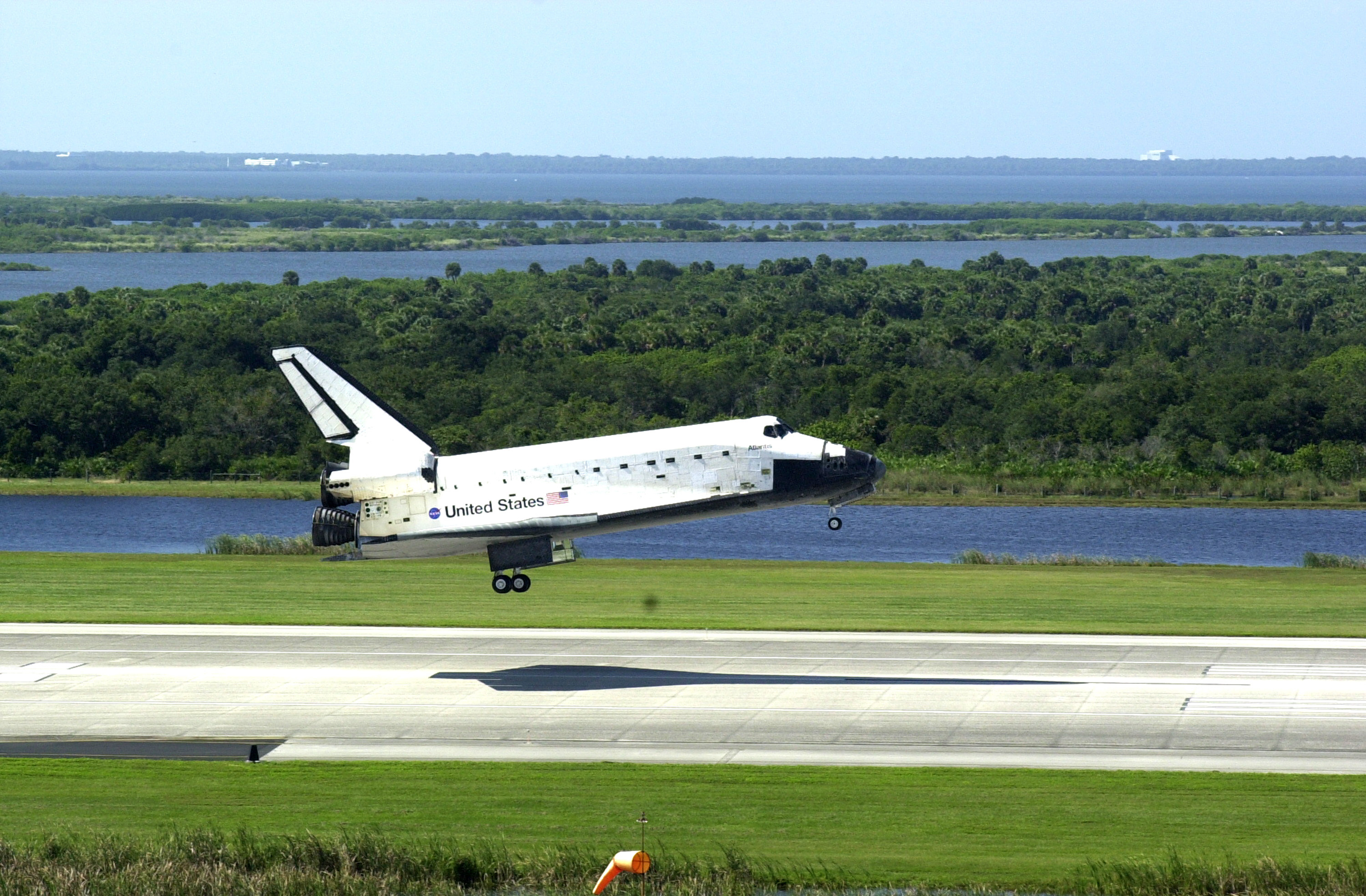
Atlantis bei der Landung nach STS-112

Die LLF verfügt nur über eine einzige Piste, die 3,2 km nordwestlich des Vehicle Assembly Buildings liegt. Sie wird als Runway 15 oder 33 bezeichnet, je nachdem, aus welcher Richtung angeflogen wird (Kompassrichtungen 150° und 330°).
Die Grundsteinlegung der SLF fand im April 1974 statt. Nach zwei Jahren Bauzeit wurde die Anlage fertiggestellt und von der NASA in Betrieb genommen.
Die Landebahn ist 4572,0 m lang und aus Beton gefertigt. Da sich an jedem Ende eine Verlängerung von 304,8 m befindet, beträgt die Gesamtlänge 5181,6 m, womit die SLF über eine der längsten Bahnen der Welt verfügt. Die Piste ist 91,4 m breit und an beiden Seiten mit einem Asphaltstreifen von je 15,2 m Breite versehen. Dieser wurde so verdichtet, dass er das Gewicht eines Orbiters tragen kann.
Die Betonschicht der Landebahn ist in der Mitte 41 cm stark und fällt zu den Seiten um drei Zentimeter ab. Ursprünglich war die Piste durchgehend mit Querrillen durchzogen, um bei Regen ein Ablaufen des Wassers zu gewährleisten. Die Rillen waren je sechs Millimeter breit und tief und in einem Abstand von drei Zentimetern angelegt. Später wurden zunächst die ersten 1070 m an beiden Enden der Runway eingeebnet, bis im Jahr 1994 die gesamte Piste geglättet wurde. Dies geschah, um den Abrieb der Reifen durch die Rillen zu verringern.

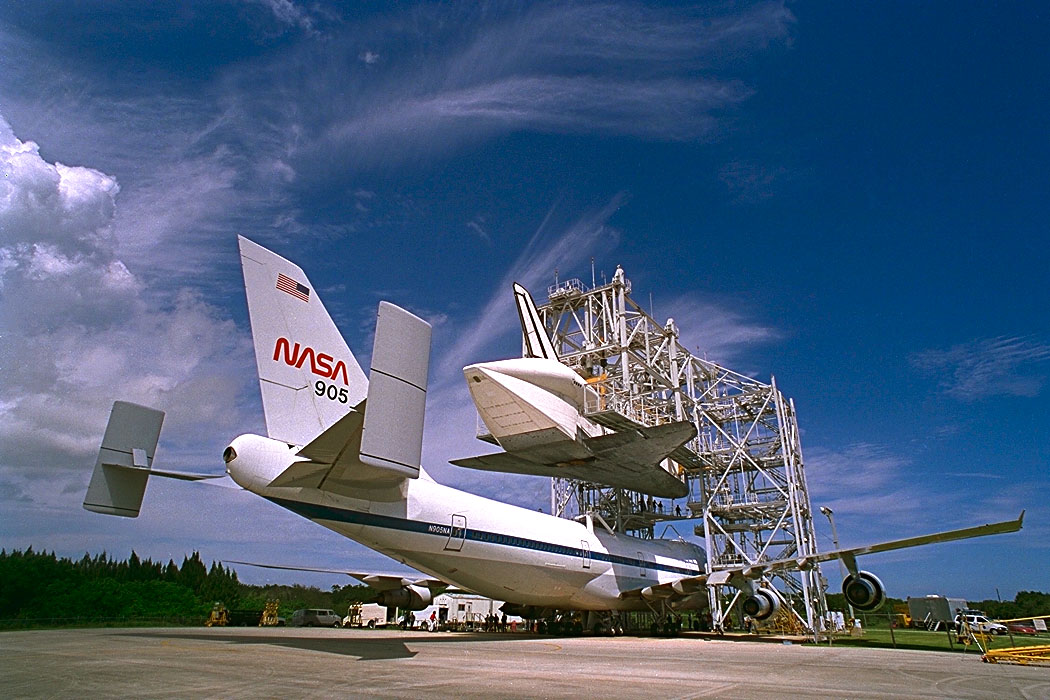
Mate-Demate Device

Am südlichen Ende der Landebahn befindet sich ein Parkplatz (167,6 m×149,3 m). Auf diesem befindet sich im Nordosten die Mate-Demate Device genannte Hebebühne, mit der Orbiter vom Shuttle Carrier Aircraft abmontiert werden konnten. Der Parkplatz ist über eine Abfahrt mit dem Kennedy Parkway North verbunden. Etwas weiter südlich befindet sich die Abfahrt zur Orbiter Processing Facility.

## Verwendung
Die Landebahn ist hauptsächlich durch die Landung von Space Shuttles bekannt, jedoch landeten hier auch Shuttlebesatzungen vor dem Start und zum Terminal Countdown Demonstration Test. Außerdem starten von hier ein Parabelflugzeug vom Typ KC-135 und Trägerflugzeuge für Raketen vom Typ Pegasus. Bei der Mission OTV-4 wurde sie für den unbemannten militärischen Raumgleiter X-37B verwendet.